# تاليا (صحيفة)

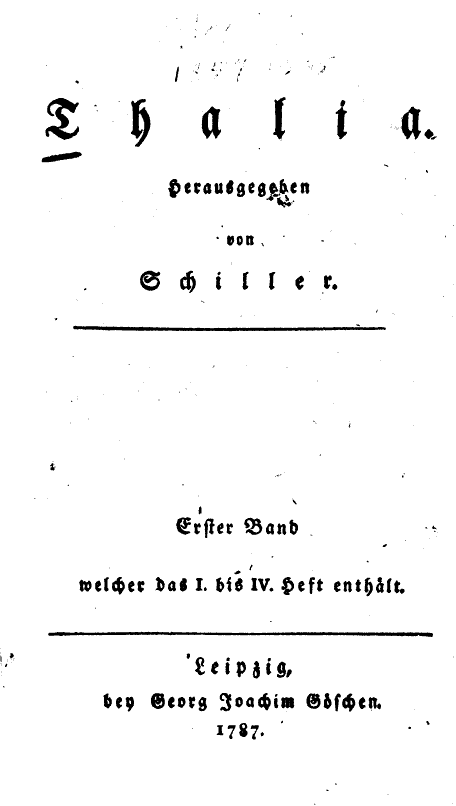
غلاف العدد الأول

تاليا (بالألمانية: Thalia) صحيفة ألمانية في التاريخ والمسرح والثقافة والفلسفة والأدب والسياسة. أُنشئت في عام 1784 من قبل الأديب الألماني فريدرش شيلر بينما كان شاعراً لمسرح مانهايم الوطني، وكان شيلر يكتب معظم مقالات الصحيفة بنفسه. سميت الصحيفة على اسم «ثاليا» (باليونانية: θαλεια)‏ الذي يشير إلى اربع شخصيات في الميثولوجيا الإغريقية. أُغلقت الصحيفة في عام 1791. تبع إغلاق الصحيفة بثلاثة أعوام إنشاء شيلر لصحيفة أخرى «دي هورن» في عام 1794.
نشر شيلر عدد من أعماله في هذه الصحيفة، ومنها روايته «محضر الأرواح» (Der Geisterseher) التي نُشرت مجزئة في الصحيفة في الفترة من عام 1787 حتى 1789، ومقالته «حول فن المأساة» (über die tragische Kunst) نشرت في عام 1792.